# Gynodiastylis roscida
Gynodiastylis roscida är en kräftdjursart som beskrevs av Hale 1946. Gynodiastylis roscida ingår i släktet Gynodiastylis och familjen Gynodiastylidae. Inga underarter finns listade i Catalogue of Life.